# Măgura (Brașov)

Josephinische Landaufnahme, 1769–1773

Măgura (ungarisch Magura) ist ein Dorf im Kreis Brașov (Rumänien). Es ist Teil der Gemeinde Moieciu.

## Lage
Măgura liegt im äußersten Südosten Siebenbürgens. Es befindet sich an der Ostseite des Piatra Craiului-Gebirges, etwa sechs Kilometer westlich des Schlosses Bran (Törzburg).

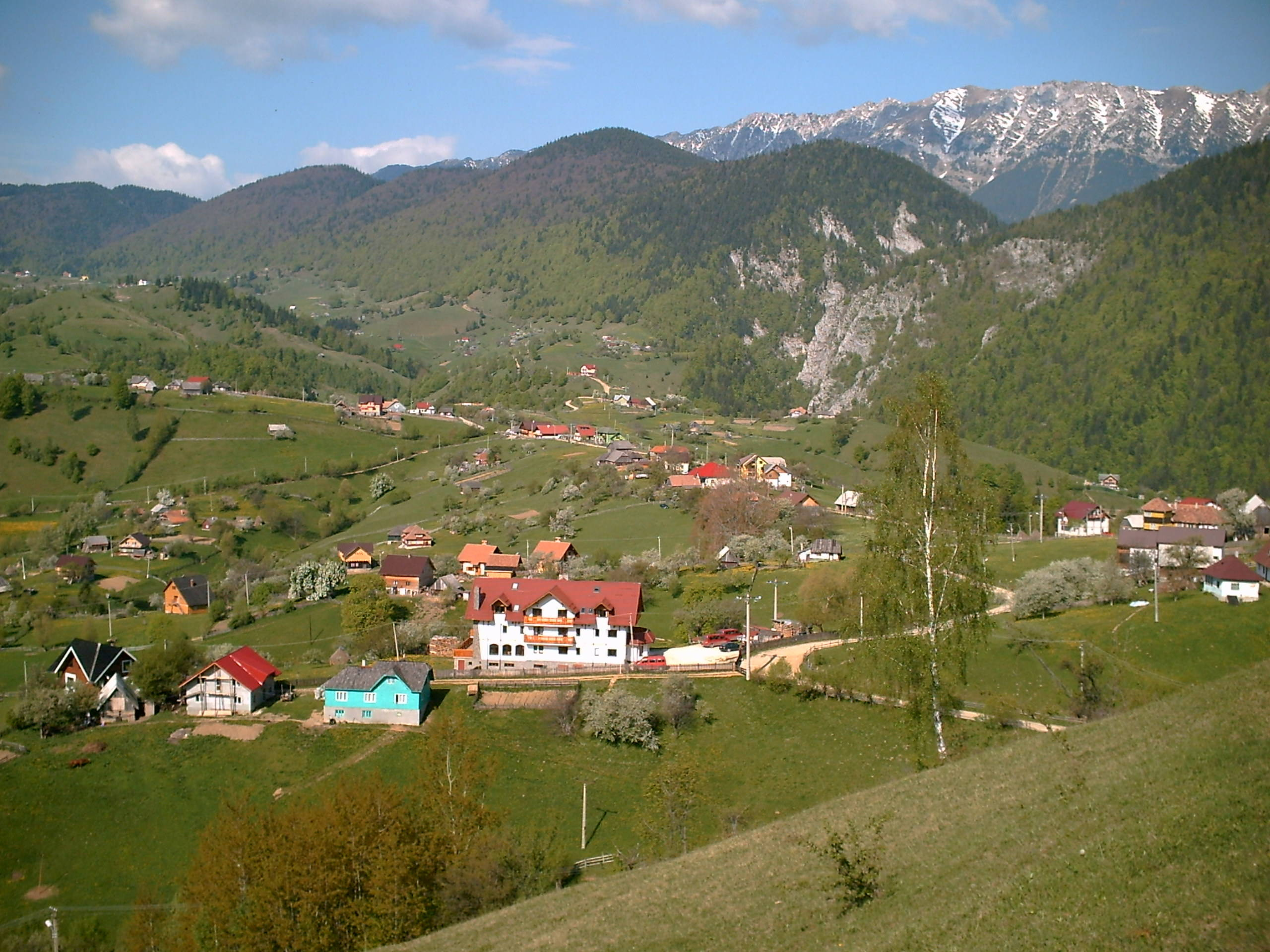
Măgura mit Piatra Craiului Gebirge

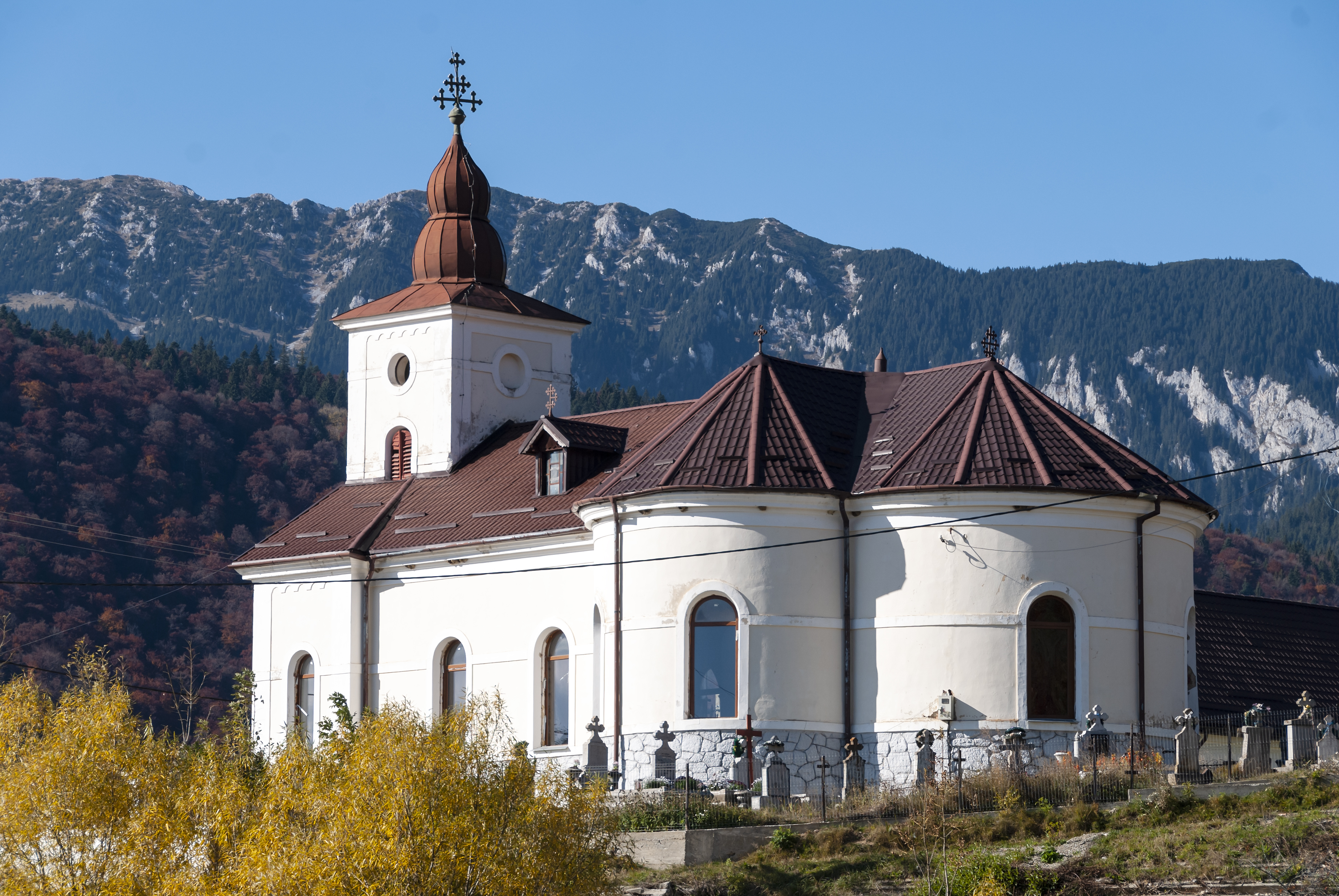
Die Kirche

## Geschichte
Die Region oberhalb der Törzburg und unterhalb des Törzburger Passes – eines wichtigen Karpatenübergangs – wurde vermutlich etwa am Ende des 17. Jahrhunderts besiedelt. Der Ort Măgura wurde im Jahr 1713 erstmals urkundlich erwähnt. Er war ein Dorf rumänischer Bauern und Viehhirten.
Nachdem Măgura bis zum Ende des Ersten Weltkrieges zum Königreich Ungarn, zum Fürstentum Siebenbürgen bzw. zu Österreich-Ungarn gehört hatte, ist es seitdem ein Teil des Staates Rumänien.

## Bevölkerung
Seit den ersten Erfassungen ist der Ort als überwiegend von Rumänen bewohnt ausgewiesen. Im Jahr 1850 wurden 494 Einwohner – sämtlich Rumänen – registriert. Seit dem Höhepunkt im Jahr 1966 (832 Personen) nahm die Bevölkerungszahl ab. 1992 wurden noch 691 Bewohner gezählt.

## Verkehr
Măgura liegt einige Kilometer abseits der Passstraße zwischen Brașov und Pitești, die der Europastraße 574 entspricht und von der im Gemeindesitz Moieciu (de Jos) eine Fahrstraße nach Măgura abzweigt. Eine weitere Straße führt von der Stadt Zărnești nach Măgura.
In Moieciu de Jos bestehen Busverbindungen nach Brașov. Von Măgura selbst verkehren einige wenige Busse nach Zărnești. Der nächste Bahnhof befindet sich in etwa fünf Kilometer Entfernung an der Bahnstrecke Brașov–Zărnești in Zărnești.

## Sehenswürdigkeiten
Măgura ist Ausgangspunkt für Wanderungen in das Piatra Craiului-Gebirge. Im Ort gibt es mehrere Übernachtungsmöglichkeiten. Unweit des Dorfes liegt die Fledermaus-Höhle Peștera Liliecilor.